# Jan Adam Kruseman

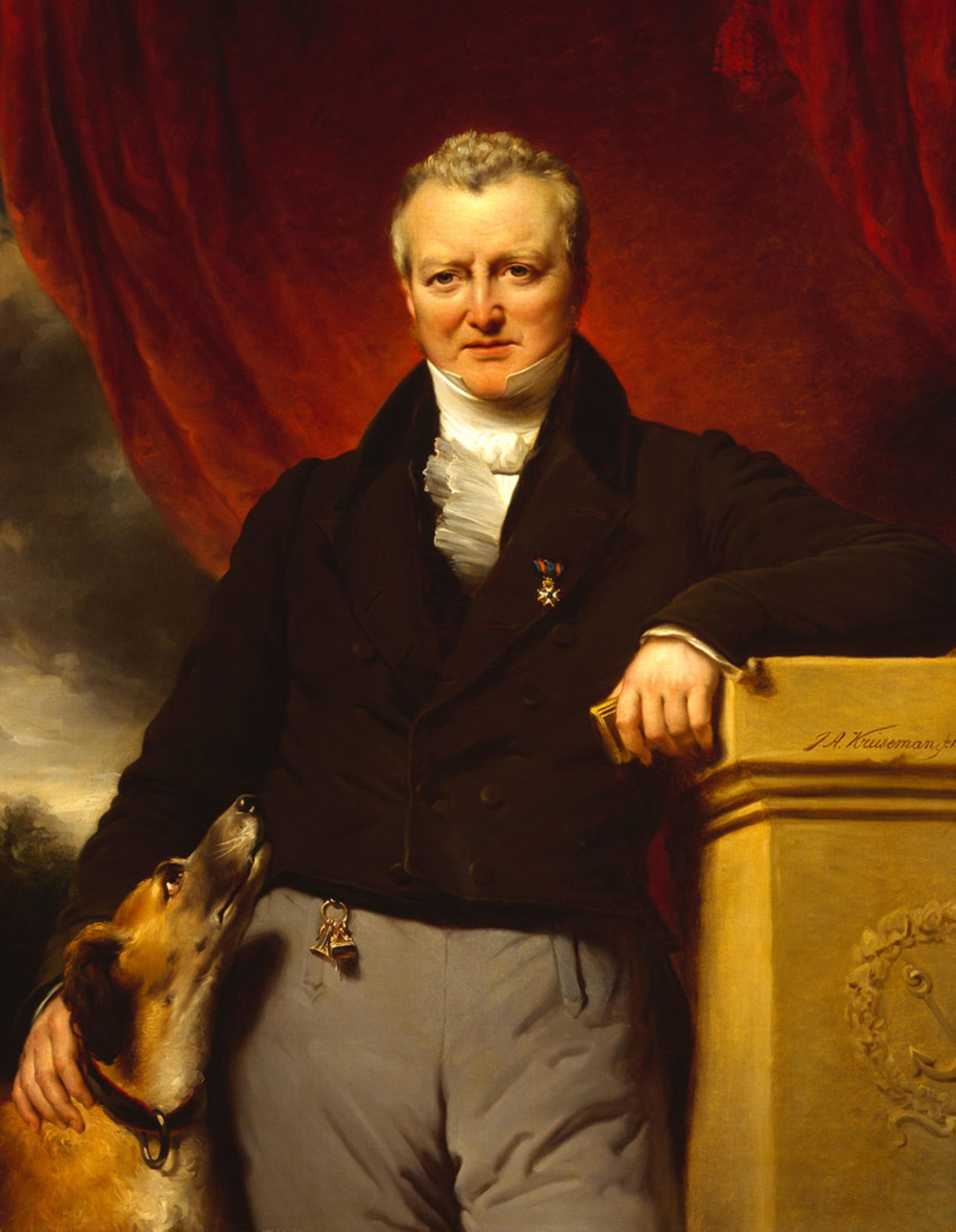
Jan Adam Kruseman, Portret van Adriaan van der Hoop (1778-1854), 1835

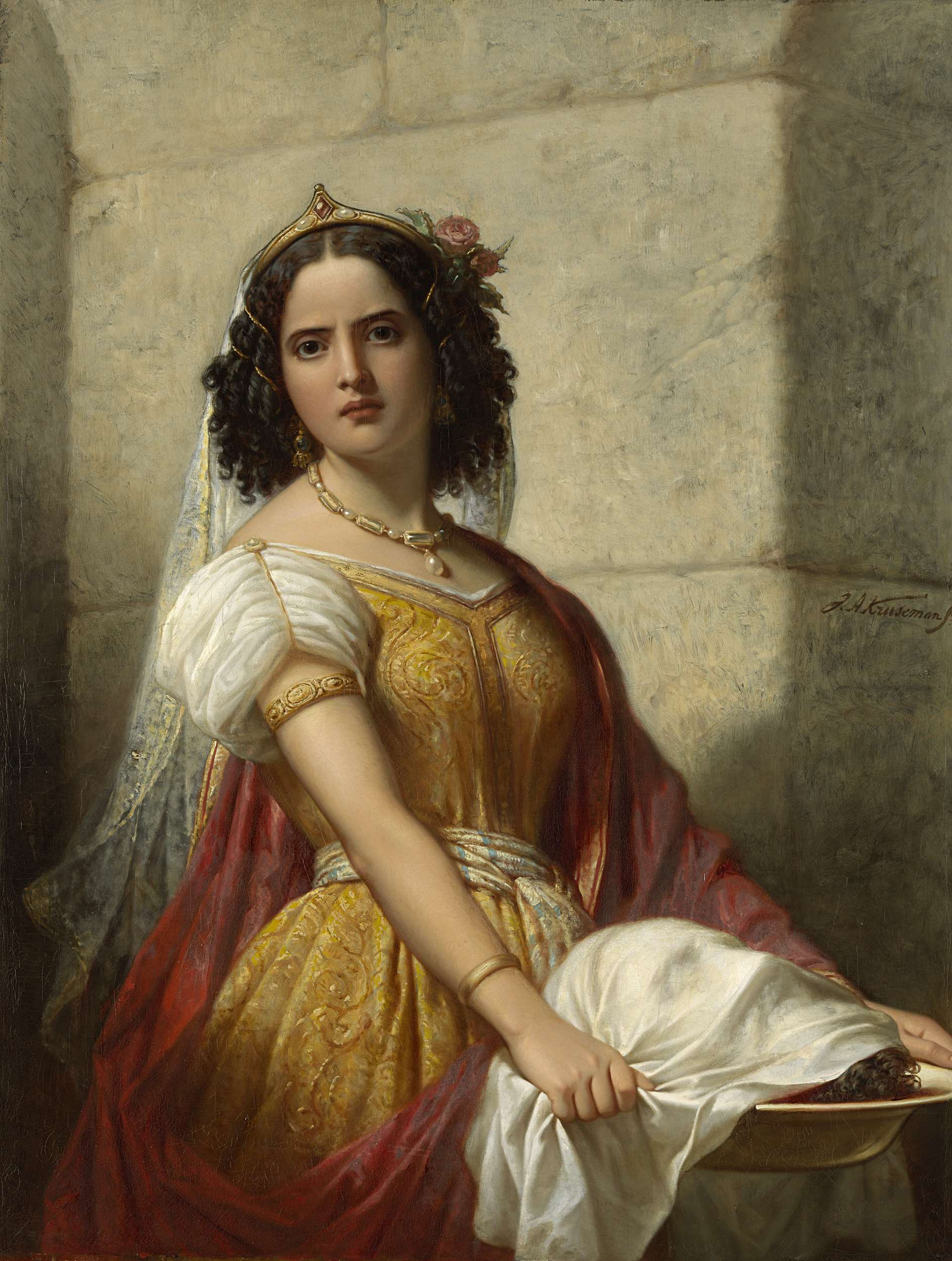
Jan Adam Kruseman, Salomé met het hoofd van Johannes de Doper, c. 1861

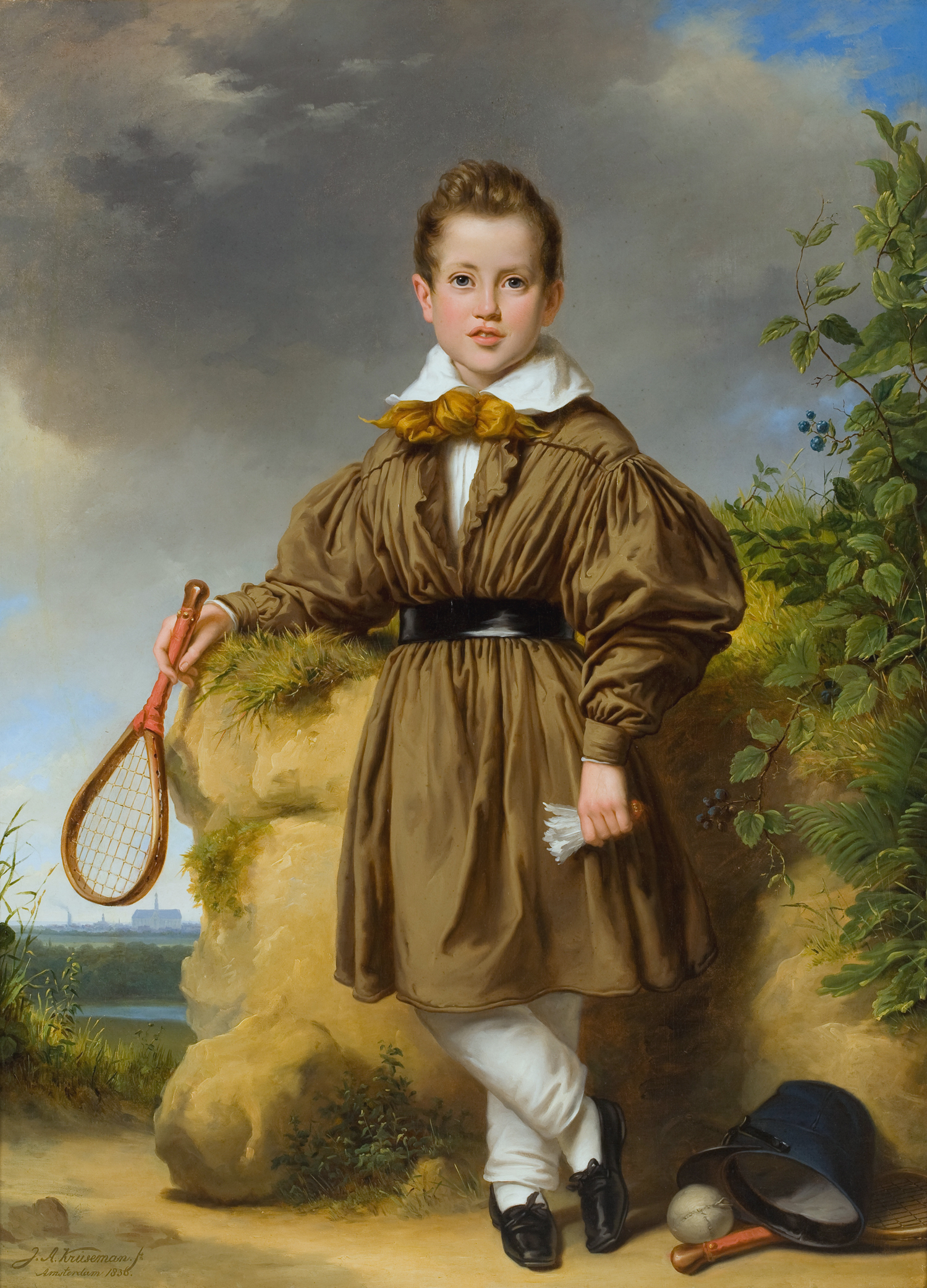
Jan Adam Kruseman, Portret van Jan Philip Francois van der Vinne (1825-1843), 1836

Jan Adam Kruseman (Haarlem, 12 februari 1804 – aldaar, 17 maart 1862) was een Nederlandse kunstschilder. Hij was in zijn tijd een bekend portretschilder.

## Levensloop
Jan Adam Kruseman werd geboren in Haarlem als zoon van Jan Alexander Kruseman (1774-1829) en Dorothea Steenkamp (1769-1844). Vanaf 1819 woonde hij in Amsterdam - met een korte onderbreking tussen 1822 en 1824, welke tijd  hij doorbracht in Brussel, dat toen nog Nederlands was - en in Parijs. Op 11 mei 1826 trouwde hij met Alida de Vries (9 februari 1799 – 24 april 1862). Uit dit huwelijk werden zeven kinderen geboren: Alexander (2 oktober 1827), Hendrik (29 oktober 1828), Suzanna (26 februari 1830), Hendrik Lambertus (Bertus) (8 april 1831) Jan Theodoor (7 november 1835), Johan Diederik (26 juni 1839), Alida Dorothea Johanna (5 juni 1841), en nog twee kinderen die binnen het eerste levensjaar overleden, Dorothea en Hendrik Dirk. In 1836 werd het gezin nog uitgebreid door de komst van Petrus Augustus de Génestet. In dat jaar overleed namelijk diens moeder, Maria Suzanna de Génestet-de Vries, een zuster van Alida de Vries. Aangezien zijn ouders al in 1833 waren gescheiden bleef de kleine De Génestet alleen achter. Jan Adam Kruseman nam zijn neefje van zeven bij zich in huis en voedde hem op als zijn zoon. In 1851 vertrok Kruseman uit Amsterdam: eerst naar Rijsenburg, vandaar in 1854 naar Driebergen en ten slotte in 1856 naar Haarlem, waar hij op 17 maart 1862 op 58-jarige leeftijd is overleden.

## Opleiding
Jan Adam Kruseman kreeg zijn eerste tekenlessen in zijn geboorteplaats, maar al in 1819 vertrok hij als 15-jarige naar Amsterdam, waar hij zich inschreef als lid van de Tekenacademie en les kreeg van zijn zeven jaar oudere achterneef, de schilder Cornelis Kruseman (1797-1857). Tussen 1822 en 1824 bekwaamde hij zich in Brussel verder onder leiding van François-Joseph Navez (1787-1869) en Jacques Louis David (1748-1825).

## Werk
Jan Adam Kruseman was een schilder van zowel historische als religieuze stukken, maar kreeg vooral bekendheid als portretschilder. Onder de in totaal 588 werken van zijn hand zijn ongeveer 500 portretten, voornamelijk van de adel en de gegoede burgerij, waaronder het portret van Alida Christina Assink (1833). Hij heeft ook een aantal portretten van de koninklijke familie gemaakt. Zijn contact met het koningshuis kwam in 1833 tot stand doordat hij in opdracht van Adriaan van der Hoop (1778-1854) een (postuum) portret schilderde van de in 1825 overleden tsaar Alexander I van Rusland. Het schilderij was bestemd voor Anna Paulowna, vrouw van de toenmalige kroonprins Willem II en zuster van Alexander I. Dit leidde ertoe dat Kruseman in 1837 zowel Koning Willem I als zijn zoon kon schilderen. Toen Willem II in 1840, na de troonsafstand van zijn vader, koning werd kreeg Kruseman meteen opdracht voor een staatsieportret. Er zouden nog minstens zes verdere portretten volgen.

## Maatschappelijke rol
Jan Adam Kruseman werd op 19 november 1830, hij was toen 26 jaar, benoemd tot directeur van de Koninklijke Akademie van Beeldende Kunsten te Amsterdam. In 1839 behoorde hij tot de medeoprichters van de kunstenaarsvereniging Arti et Amicitiae, samen met A.B.B. Taurel en M.G. Tétar van Elven. Bovendien was hij lid van diverse verenigingen en genootschappen.
Minstens 44 leerlingen zijn tussen 1826 en 1848 bij hem in opleiding geweest, onder wie Valentijn Bing, Jozef Israëls, David van der Kellen en  Jacobus van Koningsveld.
In 1844 werd Kruseman benoemd tot Ridder in de Orde van de Nederlandse Leeuw. In de jaren 60 van de 20ste eeuw is in de wijk Hintham Zuid van de toenmalige gemeente Rosmalen (sinds 1996 deel van de gemeente 's-Hertogenbosch) de Jan Krusemanstraat naar hem genoemd.

## Tentoonstelling
Onder de titel Jan Adam Kruseman 1804 – 1862. De societyschilder van de Hollandse Romantiek vond een overzichtstentoonstelling plaats in Paleis het Loo Nationaal Museum, Apeldoorn, van 4 oktober 2002 tot 26 januari 2003.
In Museum Jan Cunen in Oss was van 14 december 2014 tot 15 maart 2015 een expositie gewijd aan telgen uit het schildersgeslacht Kruseman. De expositie had als titel Kunstbroeders uit de Romantiek. Van 18 april 2015 tot 2 augustus 2015 werd deze tentoonstelling vervolgd in het Stedelijk Museum van Alkmaar. Zijn werk hangt o.a. in de permanente collectie van Teylers Museum.